# كيسي ستيرن
كيسي ستيرن (بالإنجليزية: Casey Stern)‏ هو مقدم برامج إذاعية أمريكي، ولد في 17 أكتوبر 1978 في ماسابيكوا في الولايات المتحدة.

## وصلات خارجية
- كيسي ستيرن على موقع IMDb (الإنجليزية)